# GPR18
GPR18 (англ. G protein-coupled receptor 18) – білок, який кодується однойменним геном, розташованим у людей на короткому плечі 13-ї хромосоми. Довжина поліпептидного ланцюга білка становить 331 амінокислот, а молекулярна маса — 38 134.
| 10         |  | 20         |  | 30         |  | 40         |  | 50         |
| ---------- |  | ---------- |  | ---------- |  | ---------- |  | ---------- |
| MITLNNQDQP |  | VPFNSSHPDE |  | YKIAALVFYS |  | CIFIIGLFVN |  | ITALWVFSCT |
| TKKRTTVTIY |  | MMNVALVDLI |  | FIMTLPFRMF |  | YYAKDEWPFG |  | EYFCQILGAL |
| TVFYPSIALW |  | LLAFISADRY |  | MAIVQPKYAK |  | ELKNTCKAVL |  | ACVGVWIMTL |
| TTTTPLLLLY |  | KDPDKDSTPA |  | TCLKISDIIY |  | LKAVNVLNLT |  | RLTFFFLIPL |
| FIMIGCYLVI |  | IHNLLHGRTS |  | KLKPKVKEKS |  | IRIIITLLVQ |  | VLVCFMPFHI |
| CFAFLMLGTG |  | ENSYNPWGAF |  | TTFLMNLSTC |  | LDVILYYIVS |  | KQFQARVISV |
| MLYRNYLRSM |  | RRKSFRSGSL |  | RSLSNINSEM |  | L          |  |            |

A: Аланін

C: Цистеїн

D: Аспарагінова кислота

E: Глутамінова кислота

F: Фенілаланін

G: Гліцин

H: Гістидин

I: Ізолейцин

K: Лізин

L: Лейцин

M: Метіонін

N: Аспарагін

P: Пролін

Q: Глутамін

R: Аргінін

S: Серин

T: Треонін

V: Валін

W: Триптофан

Кодований геном білок за функціями належить до рецепторів, g-білокспряжених рецепторів, білків внутрішньоклітинного сигналінгу, фосфопротеїнів. 
Локалізований у клітинній мембрані, мембрані, цитоплазматичних везикулах.